# Pyrgocythara hamata
Pyrgocythara hamata é uma espécie de gastrópode do gênero Pyrgocythara, pertencente a família Mangeliidae.